# ヘンリ・ドレル
- アンリ・ドレル

ヘンリ・ドレル (Henri Drell , 2000年4月25日 - )は、エストニア・ハリュ県タリン出身のバスケットボール選手。ポジションはシューティングガードまたはスモールフォワード。

## 来歴
2016年にブローゼ・バンベルクと契約。入団後傘下のバウナッハ・ヤングパイクスに送られ、3年目の2018-19シーズンに13.1得点3.8リバウンドを記録し、シーズン終盤にトップチームに昇格。2019年4月には2019年のNBAドラフトにエントリーを表明するも、最終的に回避。
2019年7月17日、ヴィクトリア・リベルタス・ペーザロと契約。2020-21シーズンにはコッパ・イタリアの若手攻撃選手に選出された。
2022年1月19日、ウィンディシティ・ブルズと契約した。
2024年3月14日に行われたロサンゼルス・クリッパーズ戦に出場すると、2得点2アシストを記録し、1996年にマイアミ・ヒートでデビューしたマルティン・ミュルセップに次いでNBAでプレーした史上2人目のエストニア人選手となった。
2024年8月、ポートランド・トレイルブレイザーズとエグジビット10契約したが、9月28日、ブレイザーズからウェイブされた。
2025年3月13日、リーガACBとバスケットボール・チャンピオンズリーグに所属するCB 1939カナリアスへの加入が発表された。

## 個人成績

### NBA

#### レギュラーシーズン
| シーズン | チーム | GP | GS | MPG | FG%  | 3P%  | FT%  | RPG | APG | SPG | BPG | PPG |
| -------- | ------ | -- | -- | --- | ---- | ---- | ---- | --- | --- | --- | --- | --- |
| 2023–24  | CHI    | 4  | 0  | 7.5 | .400 | .333 | .500 | 1.0 | 1.0 | .5  | .3  | 2.8 |
| 通算     | 通算   | 4  | 0  | 7.5 | .400 | .333 | .500 | 1.0 | 1.0 | .5  | .3  | 2.8 |

## 代表歴
2016年からユース世代のエストニア代表でプレーし、2017年には自国開催のFIBA年ヨーロッパU18男子バスケットボール選手権で準優勝。2019年2月には2019年FIBAバスケットボール・ワールドカップのヨーロッパ予選に向けてのフル代表に初招集。ホームでのセルビア戦に71-70で勝利し、周囲を驚かせたものの、予選リーグ敗退に終わった。
2022年ユーロバスケットに出場している。

## 人物
- 両親も元バスケットボール選手で、共にエストニア代表でプレーした[10]。